# Kabelo Kgosiemang
Kabelo Kgosiemang, född 7 januari 1986, är en friidrottare från Botswana. Han deltog vid olympiska sommarspelen 2008.